# Pierzchały (województwo warmińsko-mazurskie)
Pierzchały (niem. Pettelkau) – osada w Polsce położona w województwie warmińsko-mazurskim, w powiecie braniewskim, w gminie Płoskinia.
W latach 1975–1998 miejscowość położona była w województwie elbląskim. Osada znajduje się w historycznym regionie Warmia.
Wieś, znana od 1296, w 1311 stała się własnością biskupów warmińskich. W 1343 powstała tu kapituła kolegiacka, wkrótce jednak przeniesiona do Glotowa, a następnie do Dobrego Miasta. Kościół pw. Narodzenia NMP i św. Małgorzaty wzniesiono jeszcze przed założeniem kolegiaty. Jest budowlą ceglaną, gotycką, salową. Posiadał sklepienie krzyżowo-żebrowe. Wieżę i zakrystię dobudowano ok. 1400 r., potem kaplice boczne, a drewniana górna część wieży powstała w 1770. W średniowieczu Pierzchały były miejscem pielgrzymkowym, jednak parafia uległa likwidacji i kościół został filią parafii w Szalmi. Świątynia posiadała bogaty wystrój, o czym świadczyły pozostałości gotyckich malowideł ściennych z postaciami apostołów, odkryte podczas remontu w 1894. Istniał też późnogotycki tryptyk wykonany w Elblągu, z ok. 1520 r., z figurami Marii z Dzieciątkiem, św. Małgorzaty, św. Jana Chrzciciela i apostołów oraz malowanymi scenami pasyjnymi (obecnie jedyna ocalała kwatera znajduje się w Muzeum Okręgowym w Toruniu. Były też 2 ołtarze barokowe i ambona. W 1945 r. świątynia została poważnie zniszczona. Przez wiele lat niszczała, w 1960 ruiny zostały prowizorycznie adaptowane na magazyn PGR, co nie powstrzymało dewastacji. Wręcz przeciwnie: gotycki portal zamurowano, rozebrano kaplicę, zakrystię dach i wieżę, zatracił wówczas cechy stylowe (poza dwoma profilowanymi portalami). Za to wybito dodatkowe wrota, przez które mogły przejeżdżać poprzez kościół traktory, gdyż w obiekcie składowano nawozy. Dopiero po zmianach ustrojowych odbudowa kościoła stała się możliwa. 90% kosztów budowy sfinansowała Fundacja Współpracy Polsko-Niemieckiej. Ponownej konsekracji dokonał ks. arcybiskup Edmund Piszcz w niedzielę 17 X 1999 r. Działalność parafii została wznowiona.
W pobliżu znajduje się zapora i elektrownia wodna na rzece Pasłęce, które tworzą tzw. Jezioro Pierzchalskie o powierzchni 240 ha i głębokości do 10 m. Zbiornik jest dostępny dla kajakarzy, a łagodne brzegi umożliwiają rekreację.